# 玉置山
玉置山（たまきさん）は、奈良県吉野郡十津川村にある山。大峰山系の最南端で標高1,076.4メートル、主に石英斑岩で形成される。
1986年に森林浴の森100選に、2007年には日本の地質百選に選定された。

## 自然誌

### 地質
玉置山を含む大峰山脈は、中央構造帯以南の外帯の紀伊山地に属し、地質としては四万十帯の帯状配列が卓越する。四万十帯は全体に北側に傾斜し、砂岩・泥岩が交互に厚い層をなしており、北部では緑色岩や赤色泥岩を頻繁に伴うが、南部では一般に少ないが、玉置山周辺では緑色岩の厚い層が見られる。
山頂付近には枕状溶岩の露頭が見られる。枕状溶岩は、海底火山の噴火により噴出した玄武岩質の溶岩が海中で急速に急速に冷却され、周辺部が固化するものの、固化が遅れた内部の溶岩が表層の弱い部分から袋状に噴出し、ひび割れが全体に走る特有の形状を形成する。周辺から発見される泥岩中のプランクトン（放散虫）化石から、形成時期が中生代白亜紀にさかのぼることが判明している。

### 植物分布
玉置山を含む奈良県南部の山岳地帯は、内陸性山岳気候もしくは太平洋に影響を受けた海洋性山岳気候に属し、さらに台風の通過経路でもあることから、日本でも有数の多雨地帯であることが知られており、植物分布もこうした気候の影響を受けている。例えば、玉置神社の社地は、温暖多雨に加えて肥沃な土壌もあって、スギ・ヒノキの良好な生育を見ていることから、社地の周辺に顕著な杉の巨樹群が成立した（後述）。
| 高度帯 | 標高       | 植物種                                                                           |
| ------ | ---------- | -------------------------------------------------------------------------------- |
| 丘陵帯 | 100-500m   | アカマツ、クヌギ、コナラ、イヌツゲ、ヤマツツジ、シュンラン、コシダ、ワラビなど。 |
| 低山帯 | 500-1000m  | スギ、ヒノキ。800mからはブナ帯との推移帯となる。                                 |
| 山地帯 | 1000-1600m | ブナを主とする。林床にスズタケ、ミヤコザサ。                                     |

玉置山の山頂が1076.4メートルであることから、奈良県史編集委員会による高度別植物分布（表1）では山地帯に属している。
玉置山は植物分類地理学上、玉置山区に属し、その境界は東部と南部は北山川、三重県および和歌山県との県境であり、北部は十津川の支流滝川と北山川の支流池郷川である。
玉置山の植物相は、その多くがスギ・ヒノキの植林によって占められており、自然林を欠くが、玉木神社境内や岩壁、荒地といった場所にはこの地域の自然相を知ることができる植物が生育している。山麓の十津川岸の折立付近には、暖地性のアラカシ、ツクバネガシ、ツブラジイといった常緑広葉樹に混じってシラカシ、カナメモチ、ヤブツバキなどの自生が認められ、山腹には暖地性のつる植物やシダ植物が生育している。東側山麓は北山川支流の葛川に面し、イヌマキ、ウバメカシ、トキワガキ、モッコク、クロガネモチ、タイミンタチバナ、ユズリハ、ミヤマトベラなどの暖地性植物が生育している。玉置山の中腹800メートル付近からはブナ林帯に入り、ナナカマド、アセビ、ネジキ、タカノツメ、コバノミツバツツジなどが生育しているが、山頂付近のみはスギ、ヒノキ、モミ、ツガなどの針葉樹と、ブナ、ミズナラ、アカシデといった落葉広葉樹が混在する植生を示している。

## 人文地誌
海のない奈良県にありながら山頂からは熊野灘を望むことができることから「沖見岳」「舟見岳」とも呼ばれ、修験道においては「無漏岳（むろだけ）」とも称された。東には北山川とその支流の葛川、西と南には十津川とその支流の芦廼瀬川が流れている。山頂直下の九合目には玉置神社があり、悪除童子の在所とされて大峯奥駈道の靡（行所）となっている。かつては別当寺の高牟婁院もあり、長く神仏混淆の修験道の行場として栄えていた。『大和名所図会』には「玉井川村西北一里にあり。峯巒森列にして、中に月見窟・中山・土室等の別峯あり」と記されている。

## 天然記念物および自然保護
| 名称                    | 幹周  | 樹高 |
| ----------------------- | ----- | ---- |
| 神代杉 （じんだいすぎ） | 8.4m  | 28m  |
| 常立杉 （とこたちすぎ） | 10m   | 38m  |
| 磐余杉 （いわれすぎ）   | 8.75m | 40m  |
| 浦杉                    | 7.8m  | 38m  |
| 大杉                    | 10.3m | 50m  |

玉置神社境内を含む玉置山は自然環境保全地域であり、自然環境に影響を及ぼす行為には制限が加えられている。
杉の巨樹群
奈良県指定天然記念物（1959年〈昭和34年〉2月5日指定）。前述の温暖多雨な気候と肥沃な土壌により生育した杉の巨樹群である。指定対象の杉巨樹のうち、主要なものを表2に挙げる。
玉置山の枕状溶岩堆積地
奈良県指定天然記念物（1997年〈平成9年〉3月21日指定）。海底火山の噴火により噴出した玄武岩質の溶岩が海水により急速に冷却・固化したことにより生じた枕状溶岩が、地質活動により海底深くから玉置山山頂付近にまで隆起してきたもの。